# Цегрг
Цегрг — сельский населенный пункт в Кетченеровском районе Калмыкии, в составе Алцынхутинского сельского муниципального образования.

## География
Поселок расположен в западной части Прикаспийской низменности к северу от лимана Алцынхута, в 5 км к северо-востоку от посёлка Алцынхута.

## История
Дата основания населённого пункта не установлена. Можно предположить, что оседлый населённый пункт возник в 1920-е годы в рамках политики по "обоседланию" коренного населения. Впервые обозначен на немецкой военной карте 1941 года (использовалось написание Цегрик). На американской карте СССР 1950 года обозначен под названием Цегрик Кель. На административной карте Астраханской области края 1956 года указан как посёлок Равнинный. Дата возвращения названия Цегрг не установлена, но на карте 1984 года посёлок обозначен уже под современным названием

## Население
| 2002 | 2010 | 2012 |
| ---- | ---- | ---- |
| 62   | ↗64  | ↘33  |

Национальный состав
Согласно результатам переписи 2002 года большинство населения посёлка составляли калмыки (95 %)
| Национальность | Численность (2010) | Процент |
| -------------- | ------------------ | ------- |
| Калмыки        | 51                 | 79,7%   |
| Русские        | 13                 | 20,3%   |
| Всего          | 64                 | 100%    |

## Известные жители и уроженцы
- Бадмаев, Сергей Мучкаевич (1938—1998) — калмыцкий поэт, член Союза писателей СССР, Заслуженный работник культуры Калмыкии[10].